# Берри, Джеймс, 1-й виконт Кемсли
Джеймс Гомер Берри, 1-й виконт Кемсли (англ. James Gomer Berry, 1st Viscount Kemsley; 7 мая 1883 — 6 февраля 1968) — валлийский владелец угольной шахты и издатель газеты.

## Происхождение
Родился 7 мая 1883 года. Младший сын Джона Матиаса Берри (1847—1917) и Мэри Энн Роу (1847—1922). Старшие братья — Генри Берри, 1-й барон Бакленд (1877—1928), промышленник, и Уильям Берри, 1-й виконт Камроуз (1879—1954).

## Карьера
Гомер Берри вошел в газетный бизнес в 1915 году, купив The Sunday Times вместе со своим вторым братом Уильямом Берри. В 1922 году Берри купил Scottish Daily Record, ее родственную газету Sunday Mail и еще одну газету, Glasgow Evening News, за 1 миллион фунтов стерлингов. Он сформировал контролирующую компанию, известную как Associated Scottish Newspapers Ltd.
В 1924 году братья Берри и сэр Эдвард Илифф (позже 1-й барон Илифф) основали Allied Newspapers. Первоначальными приобретениями консорциума стали Daily Dispatch, Manchester Evening Chronicle, Sunday Chronicle и Sunday Graphic, а также ряд других газет по всей стране, включая валлийскую газету Western Mail. В 1927 году Берри приобрели The Daily Telegraph у лорда Бернема.
В 1945 году, после роспуска Allied Newspapers, Гомер Кемсли основал Kemsley Newspapers, которой среди прочих принадлежали The Sunday Times, The Daily Sketch и The Sunday Graphic.
Гомер Берри был председателем информационного агентства Reuters с 1951 по 1958 год.
В 1954 году Гомер Берри вошел в консорциум Kemsley-Winnick Television, который выиграл первоначальные контракты на выходные ITV для Мидлендса и Северной Англии. Берри струсил из-за финансового риска и вышел из дела, что привело к краху консорциума. В 1959 году Kemsley Newspapers был куплен лордом Томсоном , по иронии судьбы, благодаря прибыли Томсона от Scottish Television. На момент продажи лорд Кемсли был главным редактором The Sunday Times; его сын Лайонел Берри, 2-й виконт Кемсли, был заместителем председателя.

## Награды
25 января 1928 года Гомер Берри получил титул баронета Берри и был назначен офицером Ордена госпиталя Святого Иоанна Иерусалимского в 1931 году. В 1936 году он был возведен в звание пэра как барон Кемсли из Фарнем-Ройял в графстве Бакингемшир и повышен до виконта Кемсли из Дропмора в графстве Бакингемшир в 1945 году . В 1929 году он был назначен главным шерифом Бакингемшира, а в 1959 году — рыцарем Большого креста Ордена Британской империи за «политическую и общественную службу».

## Браки и семья
Лорд Кемсли был женат дважды. 4 июля 1907 года он женился первым браком на Мэри Лилиан Холмс (? — 1 февраля 1928), дочери Горация Джорджа Холмса и Мэри Джонстон, урожденной Макгрегор, с которой у него было шесть сыновей и дочь:
- Джеффри Лайонел Берри, 2-й виконт Кемсли (29 июня 1909 — 28 февраля 1999), старший сын и преемник отца.
- Майор Достопочтенный Дэниз Гомер Берри (11 июля 1911 — 30 сентября 1983), отец Ричарда Берри, 3-го виконта Кемсли. Дэниз женился на Розмари Леоноре Рут де Ротшильд[13].
- Достопочтенный Уильям Невилл Берри (16 июня 1914 — 19 мая 1998)
- Достопочтенный Джон Дуглас Берри (1 мая 1916 — 10 октября 1944), погиб в бою
- Достопочтенная Мэри Памела Берри (13 июня 1918 — 29 января 1998)
- Лейтенант авиации Герберт Освальд Берри (13 июня 1918 — 8 июня 1952)
- Достопочтенный сэр Энтони Джордж Берри (12 февраля 1925 — 12 октября 1984).

30 апреля 1931 года он женился вторым браком на Мари Эдит Дрессельхёйс (урожденной Мерандон дю Плесси) (? — 13 сентября 1976), дочери Николаса Эмиля Мерандона дю Плесси, наследницы старого британского колониального сахарного поместья на Маврикии, и матери светской львицы Жислен Дрессельхёйс от первого брака. Детей от этого брака не было.
После своей смерти виконт Кемсли был похоронен на кладбище церкви Святой Анны в Дропморе. Мари Эдит, виконтесса Кемсли, была похоронена вместе с ним после ее смерти 12 сентября 1976 года. Титул перешел к его старшему сыну Лайонелу. Его младший сын, консервативный политик, сэр Энтони Берри, был убит ИРА во время взрыва в отеле в Брайтоне в 1984 году.